# Формула Крофтона
Формула Крофтона — классический результат интегральной геометрии.
Связывает длину кривой со средним числом пересечений с прямыми.
Названа в честь Моргана Крофтона.

## Формулировка
Пусть {\displaystyle \gamma } — спрямляемая плоская кривая.
Для прямой {\displaystyle l}, обозначим через {\displaystyle n_{\gamma }(l)} число точек, в которых {\displaystyle \gamma } и {\displaystyle l} пересекаются.
Мы можем параметризовать ориентированные прямые {\displaystyle l} углом {\displaystyle \varphi } к выбранному направлению и расстоянием {\displaystyle p} от начала координат, взятым со знаком.
Тогда длина кривой {\displaystyle \gamma } равна
{\displaystyle L={\frac {1}{4}}\int \limits _{0}^{2\cdot \pi }d\varphi \cdot \int \limits _{-\infty }^{\infty }n_{\gamma }(\varphi ,p)\cdot dp.}

## Замечания
- Дифференциальная форма
{\displaystyle d\varphi \wedge dp}

инвариантна относительно движений плоскости. Таким образом, она даёт естественную меру для интегрирования.
- Формула Крофтона эквивалентна следующему утверждению: Длина кривой прямо пропорциональна средней длине её ортогональных проекций. При этом длина проекции считается с учётом кратности.

## Приложения
Формула Крофтона даёт доказательства следующих результатов:
- Если замкнутая плоская кривая обходит вокруг выпуклой кривой, то эта выпуклая кривая имеет меньшую длину.
- Теорема Барбье: Кривая постоянной ширины {\displaystyle a} имеет периметр {\displaystyle \pi \cdot a}.
- Изопериметрические неравенства: среди замкнутых кривых с заданным периметром, круг имеет максимальную площадь.
- Если сферическая кривая имеет длину меньше {\displaystyle 2{\cdot }\pi }, то она лежит в открытой полусфере. Это утверждение является ключевым в доказательстве теоремы Фенхеля о повороте кривой.

## Вариации и обобщения
- Задача Бюффона о бросании иглы

- Формула Крофтона обобщается для любой римановой поверхности; при этом для интегрирования используется естественная мера на пространстве геодезических фиксированной длины.
  - Например, длина кривой на единичной сфере равна {\displaystyle \pi \cdot n}, где {\displaystyle n} обозначает среднее число пересечений кривой с окружностями большого круга.

- Преобразование Радона может рассматриваться как обобщение формулы Крофтона в теории меры.
- Формула Сантало